# Gates to Purgatory
Gates to Purgatory é o álbum de estreia da banda de heavy metal alemã Running Wild, gravado pela Noise Record.
A banda teve diversas formações, a que gravou este álbum, era composta por: "Rock n, Rolf" Kasparek (guitarras e vocais), Gerald "Preacher" Warnecke (guitarra), Stephan Boriss (baixo) e Wolfgang "Hasche" Hagemann (bateria).

## História
Gates to Purgatory é o primeiro álbum da banda alemã lançado em 1984 e gravado na época pela Noise Record. Sendo considerado um clássico do gênero, devido a temática sombria e ocultista. Uma fase polêmica, sendo acusados de satanismo.
As faixas trazem a referência do heavy metal oitentista, algumas como speed metal, com muito pedal duplo e guitarras abafadas (power metal) e, outras do tipo durão e cadenciado.  As músicas de mais destaque foram "Diabolic Force", "Adrian (Son Of Satan)", "Genghis Khan" e "Prisoner of Our Time".
As faixas "Satan" e "Walpurgis Nights" foram censuradas no álbum, sendo veiculadas no lado B do single “Victim of States Power”. Posteriormente, foram incluídas no relançamento do álbum em CD, juntamente com mais duas faixas bônus. Mas apesar da censura teve boa vendagem, e foram incluídas na turnê, com algumas músicas demos que não foram gravadas.
Produzido por Horst Müller, o álbum teve diversos lançamentos bootlegs (ao vivo) pelo mundo. Em 1983, “Adrian (S.O.S.)”, foi lançada na coletânea “Rock From Hell – German Metal Attack".

## Recepção
O álbum vendeu mais de 20 mil cópias em 3 semanas, obtendo a marca de 235 mil discos vendidos. influenciando bandas posteriores, devido as composições ousadas e riffs trabalhados, da dupla Rolf e Preacher. Os destaque foram "Diabolic Force", "Adrian (Son Of Satan)", "Genghis Khan" e "Prisoner of Our Time".
Em 1984, a banda excursionou pela Alemanha, O sucesso do álbum rendeu um convite para a banda tocar no Metalhammer Fest em setembro de 1985, em Loreley (Alemanha).

## Faixas
| N.º | Título                   | Duração |  |
| 1.  | "Victim of States Power" | 3:36    |  |
| 2.  | "Black Demon"            | 4:25    |  |
| 3.  | "Preacher"               | 4:22    |  |
| 4.  | "Soldiers of Hell"       | 3:23    |  |
| 5.  | "Diabolic Force"         | 4:58    |  |
| 6.  | "Adrian S.O.S."          | 2:49    |  |
| 7.  | "Genghis Khan"           | 4:11    |  |
| 8.  | "Prisoner of Our Time"   | 5:22    |  |

{{Lista de faixas
|topo=Faixas bônus do lançamento em CD
|título9=Walpurgis Night |duração9=4:09
|título10=Satan |duração10=5:00
}
}